# St. Cyriakus (Stupferich)

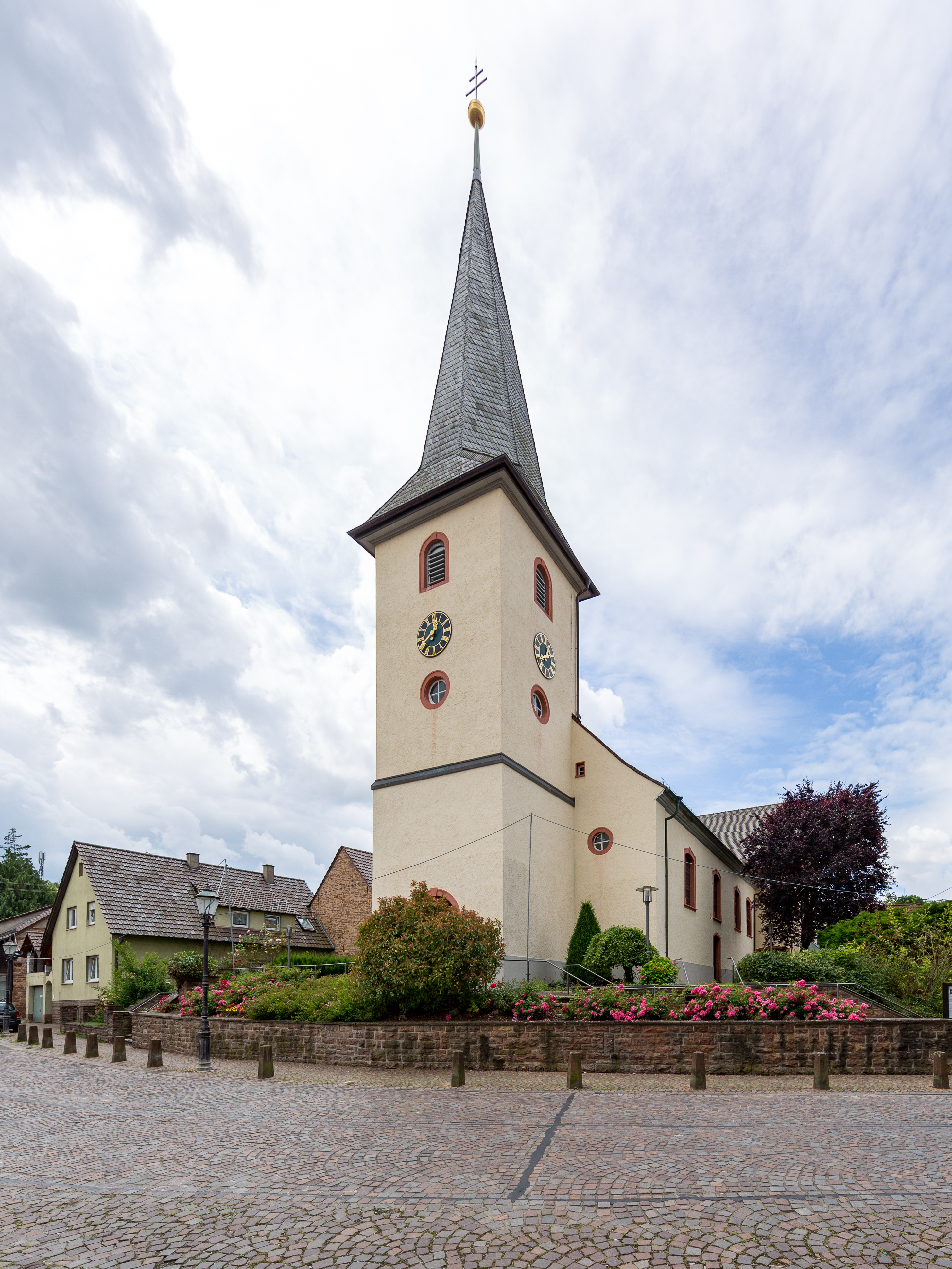
St. Cyriakus in Stupferich

Die römisch-katholische Pfarrkirche St. Cyriakus steht in Stupferich, einem Stadtteil der Großstadt Karlsruhe in Baden-Württemberg. Das Bauwerk ist beim Landesamt für Denkmalpflege Baden-Württemberg als Baudenkmal eingetragen. Die Kirchengemeinde gehört zum Dekanat Karlsruhe im Erzbistum Freiburg.

## Beschreibung

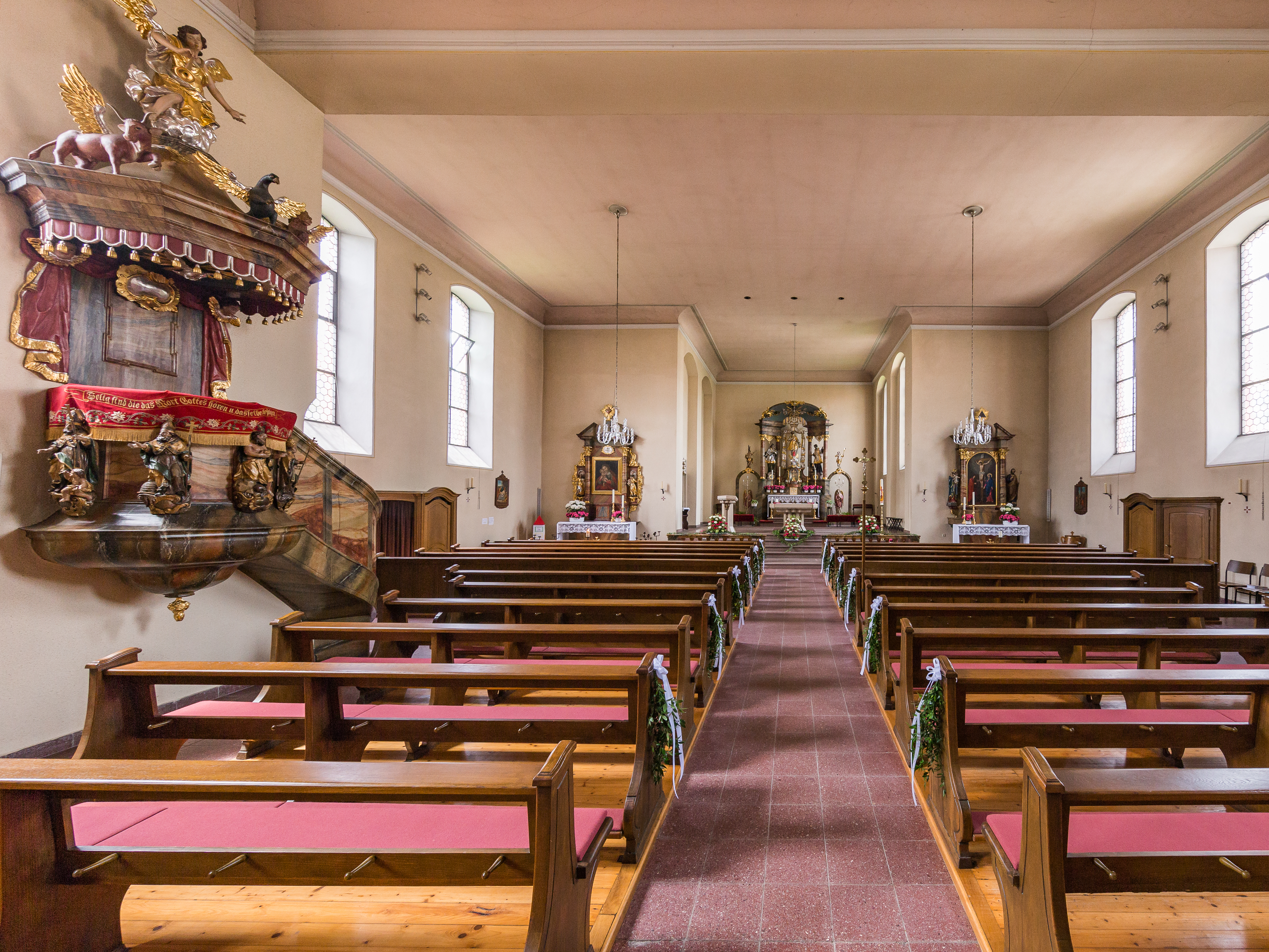
Blick zum Chor

Die 1759–60 gebaute Saalkirche aus einem Langhaus und einem Chorturm im Osten wurde auf den Grundmauern des Vorgängerbaus errichtet. Nach dem Zweiten Weltkrieg erwies sie sich wegen des Zuzugs aus den Ostgebieten als zu klein. Sie wurde deshalb bis 1955 mit einem Chor im Westen, einer Sakristei an seiner Südwand und einem Querschiff zwischen dem Chor und dem Langhaus erweitert. Im Erdgeschoss des ehemaligen Chorturms wurde anstelle des Chors das Vestibül eingerichtet. Nach der Erweiterung verzeichnete die Kirche einen Zuwachs an Länge von zuvor 25 Metern auf 38,5 Meter. Damit bietet sie Platz für 550 Personen.
Der obere Bereich des Kirchturms mit achtseitigem, schiefergedecktem Knickhelm beherbergt die Turmuhr und den Glockenstuhl mit vier Kirchenglocken, die 1949 von der Briloner Glockengießerei Junker in Sonderbronze gegossen wurden. Die alten Glocken fielen dem Ersten Weltkrieg zum Opfer, deren Ersatz wurde im Zweiten Weltkrieg für Rüstungszwecke eingezogen.
| Glocke | Durchmesser | Gewicht | Schlagton |
| ------ | ----------- | ------- | --------- |
| 1      | 1180 mm     | 900 kg  | f′+4      |
| 2      | 990 mm      | 540 kg  | as′+8     |
| 3      | 880 mm      | 390 kg  | b′+9      |
| 4      | 790 mm      | 270 kg  | c″-2      |

Zur Kirchenausstattung zählen ein Hochaltar aus Stuckmarmor, in dessen Mitte die Statue des heiligen Cyriakus steht, und die Kanzel von 1763 mit den Evangelistensymbolen am Schalldeckel. Das Gemälde an der Decke des Langhauses zeigt eine Ölberggruppe.
Die Orgel auf der von je zwei Säulen links und rechts getragenen Empore wurde 1804 von Johann Ferdinand Balthasar Stieffell gebaut. Sie verfügt über 12 Register auf einem Manual und Pedal.